# الشارع الأعلى
الشارع الأعلى (いただきストリート إتاداكي سوتوريتو) كما تعرف في اليابان أو شارع الحظ (بالإنجليزية: Fortune Street) كما تعرف في أمريكا الشمالية أو شارع بوم (بالإنجليزية: Boom Street) في أوروبا وأستراليا هي سلسلة ألعاب حفل ابتكرها مصمم مسعى التنين يوجي هوري. أصبحت مشهورة لدرجة أن هوري قرر أن تكون لها لعبتها الخاصة. أول لعبة أُصدرت في اليابان لمنصة نينتندو إنترتينمنت سيستم في 1991. منذ ذلك الحين، ألعاب متممة أُصدرت لمنصات سوبر نينتندو إنترتينمنت سيستم و‌بلاي ستيشن و‌بلاي ستيشن 2 و‌بلاي ستيشن بورتبل و‌نينتندو دي إس. السلسلة كانت حصرية لليابان حتى تكرير وي.

## التطوير
نشأت السلسلة على أنها لعبة مصغرة داخل مسعى التنين 3، وأثبتت شعبيتها وقُرر أن تصدر لعبة منفصلة منها. ذكر هوري في مقابلة في 1989 أنه يعمل على لعبة ألواح مع محرر فاميتسو السابق يوشيميتسو شيوزاكي وأن العمل على «صنف مختلف تمامًا» عن ألعاب مسعى التنين كان جديرًا بالاهتمام. أثناء إنشاء المرحلة الأولى، تبين من اختبار للعبة أن اللوحة كانت صعبة جدًا، ولذا أُنشئت مرحلة تدريبية وكانت أيضًا صعبة جدًا، مما جعل المرحلة الأولى تصبح في النهاية المرحلة الرابعة. في 2011، قال يوجي هوري منشئ اللعبة أنه أخذ بعين الاعتبار إصدار الشارع الأعلى لجماهير دولية.

## الألعاب
| العنوان | تاريخ الإصدار                                                                                   | المنصات                       | ملاحظات |
| --- | ----------------------------------------------------------------------------------------------- | ----------------------------- | --- |
| الشارع الأعلى: عند متجري (いただきストリート 〜私のお店によってって إتاداكي سوتوريتو: واتاشي نو أوميسي ني يوتيتي)                                                                             | اليابان 21 مارس 1991                                                                            | نينتندو إنترتينمنت سيستم      | طورتها لوغينسوفت ونشرتها آسي. |
| الشارع الأعلى 2: إشارة النيون الوردية (いただきストリート２ ネオンサインはバラ色に إتاداكي سوتوريتو 2: نيون ساين وا بارا إرو ني)                                                              | اليابان 1994                                                                                    | سوبر نينتندو إنترتينمنت سيستم | اللعبة تعمل على أن نسخة مصغرة من لعبة سوبر أوكمان تشوجا. بدلاً من أن يشتري اللاعبون ويبيعون تمامًا بمفردهم، فاللعبة تعرض النصيحة للمواقف المهمة. توجد عدة محاور منها الحديث و‌المستقبلي و‌خريطة العالم. يتحكم الذكاء الاصطناعي للعبة باللاعبين الذي مداه من مراهقين حتى كبار السن. يستطيع اللاعبون التحرك من مربع إلى 9 مربعات ولا بد من جمع الرموز من أوراق اللعب حتى يحصلوا على النقود من المصرف. نادي القمار متاح أيضًا ويحتوي بينغو و‌آلات سلوت. تنتهي اللعبة فورًا إن أفلس اللاعب البشري الوحيد من ضمن 3 لاعبين من الذكاء الاصطناعي ولاعب بشري. |
| الشارع الأعلى: ملك بهي (いただきストリート ゴージャスキング إتاداكي سوتوريتو: غورجس كينغو) | اليابان 1998                                                                                    | بلاي ستيشن                    | نشرتها إنكس. حتى ديسمبر 2004، اللعبة قد باعت أكثر من 281 ألف نسخة. |
| الشارع الأعلى 3: ستصبح مليونير! مع المعلم! (いただきストリート3 億万長者にしてあげる！ ～家庭教師つき！～ إتاداكي سوتوريتو 3: أوكومانتشوجا ني شيتي أغيرو: كاتيكيوشي تسوكي)                    | اليابان 2002                                                                                    | بلاي ستيشن 2                  | طورتها تامسوفت و‌كرياتيك. نشرتها إنكس. اللعبة قد باعت 163,659 نسخة في 2002، وقد حققت في مجلة فاميتسو المركز 32 من أصل 40. |
| مسعى التنين والخيال النهائي في الشارع الأعلى الخاص (ドラゴンクエスト＆ファイナルファンタジー in いただきストリート Special دوراغون كويستو أندو فاينل فانتجي إن إتاداكي سوتوريتو سبيشالو)      | اليابان 22 ديسمبر 2004                                                                          | بلاي ستيشن 2                  | نشرتها سكوير إنكس. يستطيع لاعب إلى 4 لاعبين اللعب في نفس الوقت مما يجعلها مختلفة عن سابقيها. اللعبة تحتوي على شخصيات من مسعى التنين و‌الخيال النهائي. حتى 31 أغسطس 2005، قد باعت اللعبة 380 ألف نسخة في اليابان. |
| مسعى التنين والخيال النهائي في الشارع الأعلى بورتبل | اليابان 25 مايو 2006                                                                            | بلاي ستيشن بورتبل             | تحتوي شخصيات من مسعى التنين و‌الخيال النهائي، مع ذلك قال بعض المراجعين أن السلسلتين لم تضيفا أشياء كثيرة للعبة. |
| الشارع الأعلى دي إس | اليابان 21 يونيو 2007                                                                           | نينتندو دي إس                 | تحتوي اللعبة على شخصيات من سلسلتي مسعى التنين و‌سوبر ماريو، وأُعيد رسم معظمهم ليبدوا أصغر سنًا. هذه اللعبة كانت التقاطع الثاني بين شخصيات نينتندو و‌سكوير إنكس. تأتي الشخصيات من مجموعة متنوعة من الألعاب، وحتى شخصيات معروفة أقل مثل يانغوس اللص البطولي من مسعى التنين 8. أبرز الموقع خلط المنشئ لشخصيات سلسلتي مسعى التنين وماريو. أعطتهم مجلة فاميتسو اليابانية 36/40 نقطة. وقد باعت اللعبة 430 ألف نسخة حتى أغسطس 2008. |
| الشارع الأعلى نسخة المحمول | اليابان 2007                                                                                    | الهاتف المحمول                | لم تحتوي اللعبة على أي شخصية من سلسلة أخرى. اللعبة كانت نسخة مبسطة من السلسلة، وقبل إصدارها أُنتجت نسخة تجريبية وتضمنت جزيرة شل، واحدة من ألواح المبتدئين. |
| مسعى التنين والخيال النهائي في الشارع الأعلى نسخة المحمول (ドラゴンクエスト＆ファイナルファンタジー in いただきストリート Mobile دوراغون كويستو أندو فاينلو فانتجي إن إتاداكي ستريتو موبايرو) | اليابان 2010                                                                                    | الهاتف المحمول                | تحتوي اللعبة على شخصيات من سلسلة الخيال النهائي من ألعاب مختلفة منها شخصية لايتننغ من الخيال النهائي 13 بأسلوب تصميم تشيبي. |
| الشارع الأعلى وي (いただきストリートWii إتاداكي ستريتو وي) | اليابان 1 ديسمبر 2011 أمريكا الشمالية 5 ديسمبر 2011 أوروبا 23 ديسمبر 2011 أستراليا 5 يناير 2012 | وي                            | هي أول لعبة من السلسلة تصدر خارج اليابان. اللعبة تحتوي على شخصيات من سلسلتي مسعى التنين و‌ماريو. |
| الشارع الأعلى للهواتف الذكية (いただきストリート for SMARTPHONE إتاداكي ستريتو فور سمارتو فون)                                                                                                | 2012                                                                                            | آي أو إس، أندرويد             | في اليابان، أُصدرت اللعبة لمنصة أندرويد في 23 يناير 2012 عبر متجر سكوير إنكس، ولمنصة آي أو إس في 22 مارس 2012 عبر آب ستور. أُصدرت اللعبة خارج اليابان لمنصة آي أو إس في 31 مايو 2012 عبر آب ستور. اللعبة لا تحتوي شخصيات من سلاسل أخرى. |
| الشارع الأعلى: مسعى التنين والخيال النهائي الذكرى الثلاثين | اليابان 2017                                                                                    | بلاي ستيشن 4، بلاي ستيشن فيتا | |

## وصلات خارجية
- الموقع الرسمي
- الموقع الرسمي
- الموقع الرسمي
- الموقع الرسمي
- الموقع الرسمي
- الموقع الرسمي
- الموقع الرسمي